# 18997 Mizrahi
18997 Mizrahi è un asteroide della fascia principale. Scoperto nel 2000, presenta un'orbita caratterizzata da un semiasse maggiore pari a 2,5657681 UA e da un'eccentricità di 0,0873058, inclinata di 2,81482° rispetto all'eclittica.